# Lista siturilor arheologice din județul Mehedinți - O
Lista siturilor arheologice din județul Mehedinți - O conține toate siturile arheologice din județul Mehedinți înscrise în Repertoriul Arheologic Național (RAN) și aflate în localități al căror nume începe cu litera O. RAN este administrat de Ministerul Culturii și Patrimoniului Național și cuprinde date științifice, cartografice, topografice, imagini și planuri, precum și orice alte informații privitoare la zonele cu potențial arheologic, studiate sau nu, încă existente sau dispărute.
Puteți căuta un sit din localitățile care încep cu litera O folosind formularul de mai jos sau puteți naviga prin toate siturile din județ la Lista siturilor arheologice din județul Mehedinți.
| Cod RAN                                   | Denumire | Localitate                          | Adresă             | Datare                            | Descoperit | Coordonate | Imagine           | Erori            |
| ----------------------------------------- | --- | ----------------------------------- | ------------------ | --------------------------------- | ---------- | ---------- | ----------------- | ---------------- |
| 110278.03.01                              | Valul roman de la Orevița Mare / ansamblu Brazda lui Novac (Categorie: fortificație) (Tip: Val de pământ)                                                  | sat Orevița Mare, oraș Vânju Mare   |                    | sec. III-IV                       |            |            | Încărcați imagine | Raportați eroare |
| 112780.01.01 (Cod LMI: MH-I-s-B-10082)    | Așezarea Latene de la Oprișor - "La Carieră" / ansamblu Așezare dacică (Categorie: locuire civilă) (Tip: Așezare)                                          | sat Oprișor, comuna Oprișor         | La Carieră         | geto-dacică sec. IV - III a. Chr. |            |            | Încărcați imagine | Raportați eroare |
| 110278.01.01 (Cod LMI: MH-I-s-B-10084)    | Așezarea Verbicioara de la Orevița Mare - "Cetate" / ansamblu anonim (Categorie: locuire civilă) (Tip: Așezare)                                            | sat Orevița Mare, oraș Vânju Mare   | Cetate             | Verbicioara                       |            |            | Încărcați imagine | Raportați eroare |
| 110278.02.01 (Cod LMI: MH-I-m-B-10085.02) | Situl arheologic de la Orevița Mare - "Cetatea Latină" / ansamblu Așezare hallstattiană fortificată (Categorie: locuire civilă) (Tip: Așezare fortificată) | sat Orevița Mare, oraș Vânju Mare   | Cetatea Latină     | sec. VIII - VI a. Chr.            |            |            | Încărcați imagine | Raportați eroare |
| 110278.02.02 (Cod LMI: MH-I-m-B-10085.01) | Situl arheologic de la Orevița Mare - "Cetatea Latină" / ansamblu anonim (Categorie: locuire civilă) (Tip: Așezare)                                        | sat Orevița Mare, oraș Vânju Mare   | Cetatea Latină     |                                   |            |            | Încărcați imagine | Raportați eroare |
| 111907.01.01 (Cod LMI: MH-I-s-B-10087)    | Necropola Gârla Mare de la Ostrovu Mare - "Bivolarii" / ansamblu anonim (Categorie: descoperire funerară) (Tip: Necropolă)                                 | sat Ostrovu Mare, comuna Gogoșu     | Bivolarii          | Gârla Mare                        |            |            | Încărcați imagine | Raportați eroare |
| 111907.02.01 (Cod LMI: MH-I-m-B-10086.03) | Situl arheologic preistoric de la Ostrovu Mare - "Botu Piscului" / ansamblu anonim (Categorie: locuire) (Tip: Așezare)                                     | sat Ostrovu Mare, comuna Gogoșu     | Botu Piscului      | Sălcuța                           |            |            | Încărcați imagine | Raportați eroare |
| 111907.02.02 (Cod LMI: MH-I-m-B-10086.01) | Situl arheologic preistoric de la Ostrovu Mare - "Botu Piscului" / ansamblu anonim (Categorie: locuire) (Tip: Așezare)                                     | sat Ostrovu Mare, comuna Gogoșu     | Botu Piscului      | Basarabi sec. VIII - VI a. Chr.   |            |            | Încărcați imagine | Raportați eroare |
| 111907.02.03 (Cod LMI: MH-I-m-B-10086.02) | Situl arheologic preistoric de la Ostrovu Mare - "Botu Piscului" / ansamblu anonim (Categorie: locuire) (Tip: Necropolă)                                   | sat Ostrovu Mare, comuna Gogoșu     | Botu Piscului      | Basarabi sec. VIII - VI a. Chr.   |            |            | Încărcați imagine | Raportați eroare |
| 111907.03.01 (Cod LMI: MH-I-s-B-10088)    | Așezarea daco-romană de la Ostrovu Mare - "Prundul Deiului" / ansamblu Așezare daco-romană (Categorie: locuire civilă) (Tip: Așezare)                      | sat Ostrovu Mare, comuna Gogoșu     | Prundul Deiului    | daco-romană sec. II - IV          |            |            | Încărcați imagine | Raportați eroare |
| 111907.04.01 (Cod LMI: MH-I-m-B-10089.02) | Situl arheologic de la Ostrovu Mare / ansamblu Așezare epipaleolitică (Categorie: locuire) (Tip: Așezare)                                                  | sat Ostrovu Mare, comuna Gogoșu     |                    |                                   |            |            | Încărcați imagine | Raportați eroare |
| 111907.04.02 (Cod LMI: MH-I-m-B-10089.01) | Situl arheologic de la Ostrovu Mare / ansamblu Cimitir medieval (Categorie: locuire) (Tip: Necropolă)                                                      | sat Ostrovu Mare, comuna Gogoșu     |                    | sec. XIII - XIV                   |            |            | Încărcați imagine | Raportați eroare |
| 110278.04.01                              | Situl arheologic de la Orevița Mare- La Pârâu / ansamblu anonim (Categorie: locuire) (Tip: Așezare)                                                        | sat Orevița Mare, oraș Vânju Mare   | La Pârâu           | Sălcuța                           |            |            | Încărcați imagine | Raportați eroare |
| 110278.04.02                              | Situl arheologic de la Orevița Mare- La Pârâu / ansamblu anonim (Categorie: locuire) (Tip: Așezare)                                                        | sat Orevița Mare, oraș Vânju Mare   | La Pârâu           | Glina                             |            |            | Încărcați imagine | Raportați eroare |
| 112110.01.01                              | Situl arheologic de la Ostrovul Corbului / ansamblu anonim (Categorie: locuire) (Tip: Așezare)                                                             | sat Ostrovu Corbului, comuna Hinova | Botul Cliuciului   | Vinča - Dudești                   |            |            | Încărcați imagine | Raportați eroare |
| 112110.01.02                              | Situl arheologic de la Ostrovul Corbului / ansamblu anonim (Categorie: locuire) (Tip: Așezare)                                                             | sat Ostrovu Corbului, comuna Hinova | Botul Cliuciului   | Sălcuța                           |            |            | Încărcați imagine | Raportați eroare |
| 112110.01.03                              | Situl arheologic de la Ostrovul Corbului / ansamblu anonim (Categorie: locuire) (Tip: Așezare)                                                             | sat Ostrovu Corbului, comuna Hinova | Botul Cliuciului   | Coțofeni                          |            |            | Încărcați imagine | Raportați eroare |
| 112110.01.04                              | Situl arheologic de la Ostrovul Corbului / ansamblu anonim (Categorie: locuire) (Tip: Așezare)                                                             | sat Ostrovu Corbului, comuna Hinova | Botul Cliuciului   | Glina                             |            |            | Încărcați imagine | Raportați eroare |
| 112110.01.05                              | Situl arheologic de la Ostrovul Corbului / ansamblu anonim (Categorie: locuire) (Tip: așezare)                                                             | sat Ostrovu Corbului, comuna Hinova | Botul Cliuciului   |                                   |            |            | Încărcați imagine | Raportați eroare |
| 112110.01.06                              | Situl arheologic de la Ostrovul Corbului / ansamblu anonim (Categorie: locuire) (Tip: Așezare)                                                             | sat Ostrovu Corbului, comuna Hinova | Botul Cliuciului   | dacică                            |            |            | Încărcați imagine | Raportați eroare |
| 112110.01.07                              | Situl arheologic de la Ostrovul Corbului / ansamblu anonim (Categorie: locuire) (Tip: Așezare)                                                             | sat Ostrovu Corbului, comuna Hinova | Botul Cliuciului   | Cernavodă - I                     |            |            | Încărcați imagine | Raportați eroare |
| 112110.01.08                              | Situl arheologic de la Ostrovul Corbului / ansamblu anonim (Categorie: locuire) (Tip: Așezare)                                                             | sat Ostrovu Corbului, comuna Hinova | Botul Cliuciului   | Gârla Mare                        |            |            | Încărcați imagine | Raportați eroare |
| 110072.02.01                              | Așezarea Starčevo - Criș de la Orșova / ansamblu anonim (Categorie: locuire) (Tip: Așezare)                                                                | municipiul Orșova                   |                    | Starčevo - Criș                   |            |            | Încărcați imagine | Raportați eroare |
| 110072.03.01                              | Castrul roman Zernes-Dierna de la Orșova / ansamblu anonim (Categorie: fortificație) (Tip: Castru)                                                         | municipiul Orșova                   |                    |                                   |            |            | Încărcați imagine | Raportați eroare |
| 110072.04.01                              | Orașul roman Dierna de la Orșova / ansamblu anonim (Categorie: locuire civilă) (Tip: așezare)                                                              | municipiul Orșova                   |                    |                                   |            |            | Încărcați imagine | Raportați eroare |
| 110072.05.01                              | Așezarea daco-romană de la Orșova - Isnaia în Jupalnic / ansamblu anonim (Categorie: locuire) (Tip: Așezare)                                               | municipiul Orșova                   | Isnaia în Jupalnic |                                   |            |            | Încărcați imagine | Raportați eroare |
| 110072                                    | Așezare de epocă medievală e la Orșova / ansamblu anonim (Categorie: locuire) (Tip: Așezare)                                                               | municipiul Orșova                   |                    |                                   |            |            | Încărcați imagine | Raportați eroare |
| 110072.06.01                              | Cetatea medievală de la Orșova / ansamblu anonim (Categorie: fortificație) (Tip: Cetate)                                                                   | municipiul Orșova                   |                    | sec. XVIII                        |            |            | Încărcați imagine | Raportați eroare |
| 110072.08                                 | Insula fortificată Ada Kaleh de la Orșova (Categorie: locuire) (Tip: Insula)                                                                               | municipiul Orșova                   |                    |                                   |            |            | Încărcați imagine | Raportați eroare |
| 110072.07.01                              | Spălătoriile din epoca medievală de la Orșova / ansamblu anonim (Categorie: construcție) (Tip: spălătorii de aur)                                          | municipiul Orșova                   |                    |                                   |            |            | Încărcați imagine | Raportați eroare |